# El desván mágico de Miliki
El Desván Mágico de Miliki es el quinto álbum de estudio de Miliki.

## Lista de canciones
| N.º | Título                            | Duración |  |
| 1.  | «El desván mágico de Miliki»      | 1:56     |  |
| 2.  | «El camarero chino»               | 2:48     |  |
| 3.  | «El niño gourmet»                 | 3:25     |  |
| 4.  | «La muñeca fea» (Cover:)          | 2:35     |  |
| 5.  | «Gusarapo»                        | 1:52     |  |
| 6.  | «Mundo de papel»                  | 3:09     |  |
| 7.  | «Historia de tres hormiguitas»    | 3:33     |  |
| 8.  | «Tres ratoncitos»                 | 2:58     |  |
| 9.  | «Mala costumbre apostar» (Cover:) | 2:16     |  |
| 10. | «De cine»                         | 3:24     |  |
| 11. | «El payaso y su nariz»            | 2:01     |  |
| 12. | «Medley»                          | 3:49     |  |
| 13. | «El ratón de Susanita»            | 2:34     |  |
| 14. | «Hola Don Pepito (Instrumental)*» |          |  |

```
* Bonus Track
```

## Intérpretes
- Miliki: Voz y acordeón
- José Morato y Óscar Gómez (productor): Voces y coros

### Colaboraciones
- Rita Irasema: en "Gusarapo"
- Víctor Martín Aragón: en "Mala costumbre apostar"
- Siempre Así, Estrella Morente,

Ana Anguita y Emilio Aragón en "Medley"
- Paquito D'Rivera en "Hola Don Pepito (Instrumental)

- Datos: Q5821716